# 놀런 노스
놀런 노스(Nolan North, 1970년 10월 31일 ~ )는 미국의 성우이자 배우이다.

## 출연 작품
- 레고 저스티스리그 : 고담시티 브레이크아웃 (2016)
- 레고 DC 코믹스 수퍼히어로: 저스티스리그 우주전쟁 (2016)
- 레고 DC 코믹스 슈퍼 히어로: 저스티스 리그 vs 비자로 리그 (2015)
- 스폰지밥3D (2015)
- 드래곤: 던 오브 더 드래곤 레이서 (2014)
- 헤븐리 소드 (2013)
- 스타트렉 다크니스 (2013)
- 백투더 씨 (2012)
- 프리티 리틀 라이어스 1 (2010)
- 영 저스티스 (2010)
- 저스티스 리그: 크리시스 온 투 어스 (2010)
- 래쳇 & 크랭크 퓨쳐: 어 크랙 인 타임 (2009)
- 헐크 대 (2009)
- 울버린과 엑스맨 (2008)
- 헬로우, 서퍼 (2008)
- 토끼와 거북이 패밀리가 떴다 (2008)
- 도니도니삼형제와 아기늑대 침투작전 (2008)
- 온 더 돌 (2007)
- 닌자 거북이 TMNT (2007)
- 얼티메이트 어벤저스 2 (2006)
- 얼티메이트 어벤저스 (2006)
- 데자뷰 (2006)
- 브로큰 (2000)